# Tanner Pearson
Pour les articles homonymes, voir Pearson.
Tanner Pearson (né le 10 août 1992 à Kitchener, dans la province de l'Ontario au Canada) est un joueur professionnel canadien de hockey sur glace. Il évolue au poste d'ailier.

## Biographie

### Carrière en club
En 2008, il commence sa carrière en junior B avec les Siskins de Waterloo. Deux ans plus tard, il rejoint les Colts de Barrie, évoluant en junior majeur dans la Ligue de hockey de l'Ontario. Il est choisi au premier tour, en trentième position par les Kings de Los Angeles au cours du repêchage d'entrée dans la LNH 2012.
Le 14 novembre 2018 il est échangé aux Penguins de Pittsburgh contre Carl Hagelin après un début de saison qui ne lui a permis d'inscrire qu'une assistance en 17 matchs, alors qu'il a enregistré 40 points la saison précédente  ,. Il est à nouveau échangé le 25 février 2019, cette fois vers les Canucks de Vancouver en retour de Erik Gudbranson.
Le 19 septembre 2023, il est échangé aux Canadiens de Montréal avec un choix de 3e tour au repêchage de 2025 contre le gardien Casey DeSmith.

### Carrière internationale
Il représente l'équipe du Canada en sélections jeunes.

## Statistiques

### En club
| Saison     | Équipe                 | Ligue      |     | Saison régulière | Saison régulière | Saison régulière | Saison régulière | Saison régulière |   | Séries éliminatoires | Séries éliminatoires | Séries éliminatoires | Séries éliminatoires | Séries éliminatoires |
| Saison     | Équipe                 | Ligue      | PJ  | B                | A                | Pts              | Pun              | PJ               | B | A                    | Pts                  | Pun                  |                      |                      |
| 2008-2009  | Siskins de Waterloo    | GOJHL      | 52  | 15               | 33               | 48               | 28               | 14               | 5 | 4                    | 9                    | 16                   |                      |                      |
| 2009-2010  | Siskins de Waterloo    | GOJHL      | 51  | 29               | 41               | 70               | 78               | 11               | 5 | 11                   | 16                   | 20                   |                      |                      |
| 2010-2011  | Colts de Barrie        | LHO        | 66  | 15               | 27               | 42               | 35               | -                | - | -                    | -                    | -                    |                      |                      |
| 2011-2012  | Colts de Barrie        | LHO        | 60  | 37               | 54               | 91               | 37               | -                | - | -                    | -                    | -                    |                      |                      |
| 2012-2013  | Monarchs de Manchester | LAH        | 63  | 17               | 28               | 45               | 12               | 4                | 0 | 1                    | 1                    | 4                    |                      |                      |
| 2012-2013  | Kings de Los Angeles   | LNH        | -   | -                | -                | -                | -                | 1                | 0 | 0                    | 0                    | 0                    |                      |                      |
| 2013-2014  | Monarchs de Manchester | LAH        | 41  | 17               | 15               | 32               | 18               | -                | - | -                    | -                    | -                    |                      |                      |
| 2013-2014  | Kings de Los Angeles   | LNH        | 25  | 3                | 4                | 7                | 8                | 24               | 4 | 8                    | 12                   | 8                    |                      |                      |
| 2014-2015  | Kings de Los Angeles   | LNH        | 42  | 12               | 4                | 16               | 14               | -                | - | -                    | -                    | -                    |                      |                      |
| 2015-2016  | Kings de Los Angeles   | LNH        | 79  | 15               | 21               | 36               | 18               | 5                | 1 | 2                    | 3                    | 2                    |                      |                      |
| 2016-2017  | Kings de Los Angeles   | LNH        | 80  | 24               | 20               | 44               | 13               | -                | - | -                    | -                    | -                    |                      |                      |
| 2017-2018  | Kings de Los Angeles   | LNH        | 82  | 15               | 25               | 40               | 27               | 4                | 0 | 0                    | 0                    | 0                    |                      |                      |
| 2018-2019  | Kings de Los Angeles   | LNH        | 17  | 0                | 1                | 1                | 8                | -                | - | -                    | -                    | -                    |                      |                      |
| 2018-2019  | Penguins de Pittsburgh | LNH        | 44  | 9                | 5                | 14               | 13               | -                | - | -                    | -                    | -                    |                      |                      |
| 2018-2019  | Canucks de Vancouver   | LNH        | 19  | 9                | 3                | 12               | 4                | -                | - | -                    | -                    | -                    |                      |                      |
| 2019-2020  | Canucks de Vancouver   | LNH        | 69  | 21               | 24               | 45               | 27               | 17               | 4 | 4                    | 8                    | 4                    |                      |                      |
| 2020-2021  | Canucks de Vancouver   | LNH        | 51  | 10               | 8                | 18               | 26               | -                | - | -                    | -                    | -                    |                      |                      |
| 2021-2022  | Canucks de Vancouver   | LNH        | 68  | 14               | 20               | 34               | 30               | -                | - | -                    | -                    | -                    |                      |                      |
| 2022-2023  | Canucks de Vancouver   | LNH        | 14  | 1                | 4                | 5                | 21               | -                | - | -                    | -                    | -                    |                      |                      |
| 2023-2024  | Canadiens de Montréal  | LNH        | 54  | 5                | 8                | 13               | 21               | -                | - | -                    | -                    | -                    |                      |                      |
| Totaux LNH | Totaux LNH             | Totaux LNH | 644 | 138              | 147              | 285              | 230              | 51               | 9 | 14                   | 23                   | 14                   |                      |                      |

## Trophées et honneurs personnels

### Ligue de hockey de l'Ontario
- 2011-2012 : nommé dans la deuxième équipe d'étoiles

### Ligue canadienne de hockey
- 2011-2012 : participe au match des meilleurs espoirs

### Ligue nationale de hockey
- 2013-2014 : vainqueur de la Coupe Stanley avec les Kings de Los Angeles

### En équipe nationale
| Année | Équipe          | Compétition                 |   | PJ | B | A | Pts | Pun | +/-                |  | Résultat |
| 2012  | Canada - 20 ans | Championnat du monde junior | 6 | 1  | 5 | 6 | 6   | +1  | Médaille de bronze |  |          |